# Wang Xiuting
Wang Xiuting (née le 11 mai 1965 dans le Shandong) est une athlète chinoise spécialiste du fond. 

## Carrière

### Palmarès
| Date | Compétition             | Lieu      | Résultat | Épreuve       | Performance     |
| ---- | ----------------------- | --------- | -------- | ------------- | --------------- |
| 1986 | Jeux asiatiques         | Séoul     | 1re      | 10 000 mètres | 32 min 47 s 77  |
| 1987 | Championnats du monde   | Rome      | 8e       | 10 000 mètres | 31 min 48 s 88  |
| 1987 | Jeux nationaux de Chine | Canton    | 1re      | 5 000 mètres  | 15 min 27 s 44  |
| 1987 | Jeux nationaux de Chine | Canton    | 1re      | 10 000 mètres | 31 min 27 s 00  |
| 1988 | Jeux olympiques d'été   | Séoul     | 7e       | 10 000 mètres | 31 min 40 s 23  |
| 1990 | Jeux asiatiques         | Pékin     | 2e       | 10 000 mètres | 31 min 52 s 18  |
| 1991 | Championnats du monde   | Tokyo     | 3e       | 10 000 mètres | 31 min 35 s 99  |
| 1991 | Semi-marathon de Sanyo  | Okayama   | 1re      | Semi-marathon | 1 h 10 min 14 s |
| 1992 | Jeux olympiques d'été   | Barcelone | 6e       | 10 000 mètres | 31 min 28 s 06  |
| 1993 | Jeux de l'Asie de l'Est | Shanghai  | 2e       | 10 000 mètres | 32 min 36 s 29  |

### Records
| Épreuve       | Performance    | Lieu    | Date             |
| ------------- | -------------- | ------- | ---------------- |
| 3 000 mètres  | 8 min 50 s 68  | Rome    | 29 août 1987     |
| 5 000 mètres  | 15 min 23 s 58 | Inconnu | 1992             |
| 10 000 mètres | 31 min 27 s 00 | Canton  | 29 novembre 1987 |